# تالار گفتگوی پژوهش‌های اسکیزوفرنی
تالار گفتگوی پژوهش‌های اسکیزوفرنی (انگلیسی: Schizophrenia Research Forum) یک وبگاه اینترنتی است که به اخبار، منابع اطلاعاتی و گفتگوهای مرتبط با پژوهش‌های اسکیزوفرنی می‌پردازد. این وبسایت دارای منابع گوناگونی دربارهٔ این بیماری همچون اطلاعات کنونی موجود، آزمایش‌های انجام شده روی مدل‌های حیوانی و کارآزمایی‌های بالینی دارویی است و همچنین یک پایگاه داده ژنی موسوم به «SzGene» (اس‌زدجین) که دربارهٔ مطالعات ژنتیکی بی‌طرف و بدون سوگیریِ مرتبط با اسکیزوفرنی و ژن‌های مربوط با آن است، در آن وجود دارد. این پایگاه دادهٔ ژنی دیگر به‌روزرسانی نمی‌شود.
این وبگاه در سال ۲۰۰۵ به همت دانشمندی به نام «هاکون هایمر» و در قالب پروژه‌ای برای «ائتلاف ملی پژوهش‌های اسکیزوفرنی و افسردگی» و با حمایت مالی مؤسسه ملی سلامت روان برپا شد و کمک‌های فنی آن نیز توسط وبگاه «تالار گفتگوی پژوهش‌های آلزایمر» صورت می‌پذیرفت. هایمر در سال ۲۰۱۱ میلادی، بابت برپایی این وبگاه، برندهٔ «جایزهٔ رسانه» از سوی «کالج نوروفیزیوفارماکولوژی ایالات متحده آمریکا» شد.